# آرامگاه امیر شهید
بقعه امیر شهید مربوط به اواخر دوره قاجار است و در لاهیجان، خیابان امیر شهید، ابتدای خیابان مولانا واقع شده و این اثر در تاریخ ۲۲ مرداد ۱۳۸۴ با شمارهٔ ثبت ۱۳۲۲۹ به‌عنوان یکی از آثار ملی ایران به ثبت رسیده است.